# Leptynia annaepaulae

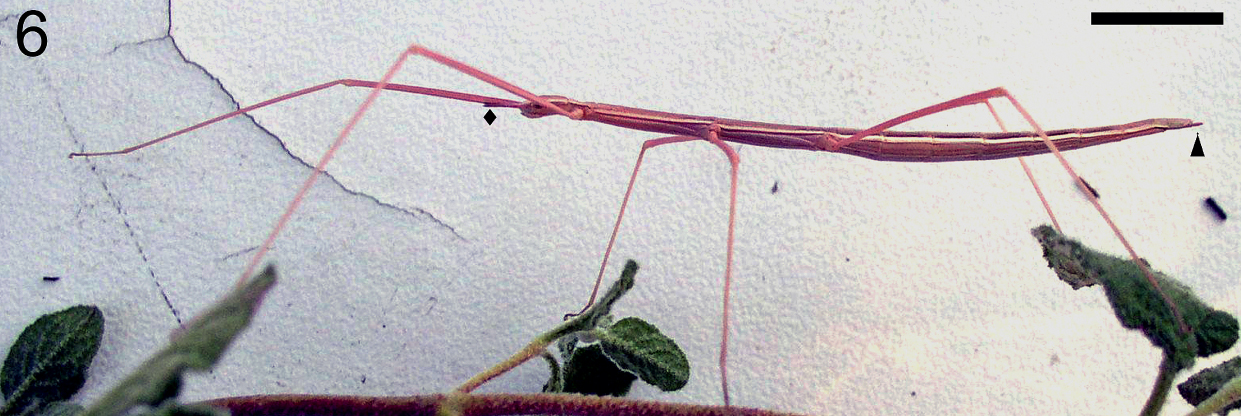
Paratyp Leptynia annaepaulae

Leptynia annaepaulae – gatunek straszyka z rodziny Diapheromeridae i podrodziny Pachymorphinae.
Gatunek ten formalnie opisali w 2012 roku Valerio Scali, Liliana Milani i Marco Passamonti, jednak jego odrębność rozpoznała już w 1992 Anna Paola Bianchi na podstawie badań kariotypu. Epitet gatunkowy nadano na cześć właśnie tej badaczki. L. annaepaulae tworzy kompleks gatunków wraz z innymi iberyjskimi przedstawicielami rodzaju: L. attenuata, L. caprai i L. montana.
Samce (n=3) osiągają od 42 do 43 mm, a samice (n=7) od 48 do 56 mm długości ciała. Ubarwienie samca jest brązowe lub cynamonowe z jasnobrązowymi oczami złożonymi i parą podłużnych pasów bocznych, niekiedy tak szerokich, że prawie stykających się na środkowej linii tułowia i odwłoka. Samice są barwy cynamonowej, przyżyciowo z różowym odcieniem. Czułki zbudowane są z 16 lub 17 członów, a ich długość wynosi u samców (n=6) od 6 do 7 mm, a u samic (n=14) od 3,5 do 4,2 mm. Na bokach tułowia samicy występują wyraźne serie piłkowanych ząbków. Uda odnóży tylnej pary sięgają swymi wierzchołkami do co najmniej do połowy szóstego segmentu odwłoka, a maksymalnie do początku siódmego segmentu u samic i ¾ długości siódmego segmentu u samców. Dziesiąty tergit odwłoka u samca jest bardzo krótki w stosunku do dziewiątego, natomiast u samic porównywalnej długości co u innych gatunków z rodzaju. Ostatni tergit odwłoka samca odznacza się ponadto szczątkową listewką środkową oraz wąskim i płytkim wcięciem. Genitalia samca charakteryzuje vomer o spłaszczonej, bardzo szerokiej i wyposażonej w płaty boczne części nasadowej. Przysadki odwłokowe samca przekształcone są w klaspery; każda z krótkim, smukłym, spiczastym, czarno owłosionym ząbkiem w części nasadowej. Płytka subgenitalna samca ma delikatne wcięcie na tylnej krawędzi. Wierzchołek odwłoka u samicy, podobnie jak u pokrewnych gatunków, jest miękki, ścięty i zaopatrzony w wystające przysadki odwłokowe, a jej pokładełko cechuje czarno owłosiona i nieco krótsza od pierwszej i drugiej walwy walwa wentralna.
Jaja są silnie wydłużone, długości od 5,5 do 5,9 mm i szerokości wynoszącej od 0,17 do 0,19 ich długości.
Gatunek dwupłciowy, diploidalny. Występuje u niego system determinacji płci X0. Kariotyp samca to 2n=39, a samicy 2n=40. Liczba chromosomów jest taka sama jak u pokrewnego Leptynia caprai, ale kariotyp L. annaepaulae różni się od niego m.in.: metacentrycznością chromosomów 2, submetacentrycznością chromosomu X i obecnością satelitów na chromosomach 13 i 14 pary.
Owad ten jest endemitem hiszpańskiej Andaluzji. Występuje w górach Sierra de Grazalema w okolicach Rondy oraz w gminie Ojén. Zasiedla niewielkie kępy traw i krzewów, utworzone przez janowce (Genista), czystki (Cystus) i jeżyny (Rubus).